# Grainville-la-Teinturière
 Grainville-la-Teinturière  es una población y comuna francesa, en la región de Alta Normandía, departamento de Sena Marítimo, en el distrito de Dieppe y cantón de Cany-Barville.

## Demografía
| 1 027 | 1 200 | 1 204 | 1 199 | 1 551 | 1 589 | 1 608 | 1 602 | 1 504 | 1 477 | 1 533 | 1 579 | 1 415 | 1 314 | 1 191 | 1 138 | 1 150 | 997 | 895 | 986 | 912 | 795 | 765 | 766 | 760 | 867 | 795 | 794 | 801 | 860 | 882 | 964 | 990 |
| Para los censos de 1962 a 1999 la población legal corresponde a la población sin duplicidades (Fuente: INSEE [Consultar]) |       |       |       |       |       |       |       |       |       |       |       |       |       |       |       |       |     |     |     |     |     |     |     |     |     |     |     |     |     |     |     |     |

## Personajes relacionados
- Juan de Bethencourt, colonizador de Canarias.